# Itapaya
Itapaya ist eine Ortschaft im Departamento Cochabamba im südamerikanischen Anden-Staat Bolivien.

## Lage im Nahraum
Itapaya ist zentraler Ort des Kanton Itapaya und liegt im Municipio Sipe Sipe in der Provinz Quillacollo. Die Ortschaft liegt auf einer Höhe von 2464 m in einem Talkessel an der Mündung des Río Kakiari in den Río Rocha, den Hauptquellfluss des bolivianischen Río Grande.

## Geographie
Itapaya liegt in der bolivianischen Cordillera Central im Übergangsbereich zum bolivianischen Tiefland. Die Region weist ein typisches Tageszeitenklima auf, bei dem die mittleren Temperaturschwankungen im Tagesverlauf deutlicher ausfallen als im Jahresverlauf.
Die mittlere Durchschnittstemperatur der Region liegt bei etwa 20 °C (siehe Klimadiagramm Capinota) und schwankt nur unwesentlich zwischen 16 °C im Juni und Juli und gut 22 °C im November und Dezember. Der Jahresniederschlag beträgt etwa 550 mm und weist eine ausgeprägte Trockenzeit von April bis November mit Monatsniederschlägen von unter 10 mm auf, nur in der Feuchtezeit von Dezember bis März fallen bis zu 140 mm Monatsniederschlag.

## Verkehrsnetz
Itapaya liegt in südwestlicher Richtung 42 Straßenkilometer entfernt von Cochabamba, der Hauptstadt des Departamentos.
Von Cochabamba aus führt in westlicher Richtung die asphaltierte Nationalstraße Ruta 4 über die Stadt Quillacollo nach Parotani, wo nach Süden hin Landstraßen nach Capinota, Arque und San Pedro de Buena Vista abzweigen. Westlich von Parotani führt die Ruta 4 weiter nach Caracollo, wo sie auf die Ruta 1 stößt, die den Altiplano von Norden nach Süden durchquert und Verbindungen nach La Paz, Oruro und Potosí herstellt.
Direkt südlich von Parotani überquert die Ruta 4 den Río Tapacarí, und direkt hinter der Brücke in Pirque zweigt eine asphaltierte Nebenstraße in östlicher Richtung ab und erreicht die Ortschaft Tajra nach zwei Kilometern und nach noch einmal zwei Kilometern Itapaya.

## Bevölkerung
Die Einwohnerzahl des Ortes ist in den vergangenen beiden Jahrzehnten nur wenig angestiegen:
| Jahr | Einwohner | Quelle       |
| ---- | --------- | ------------ |
| 1992 | 637       | Volkszählung |
| 2001 | 700       | Volkszählung |
| 2012 | 744       | Volkszählung |
| 2024 |           | Volkszählung |

Die Region weist einen hohen Anteil an Quechua-Bevölkerung auf, im Municipio Sipe Sipe sprechen 83,9 Prozent der Bevölkerung Quechua.

## Persönlichkeiten
- Simeón Cuba Sanabria (1935–1967), Guerillero und Mitkämpfer von Che Guevara